# Obóz Internowania nr 6 w Aleksandrowie Kujawskim

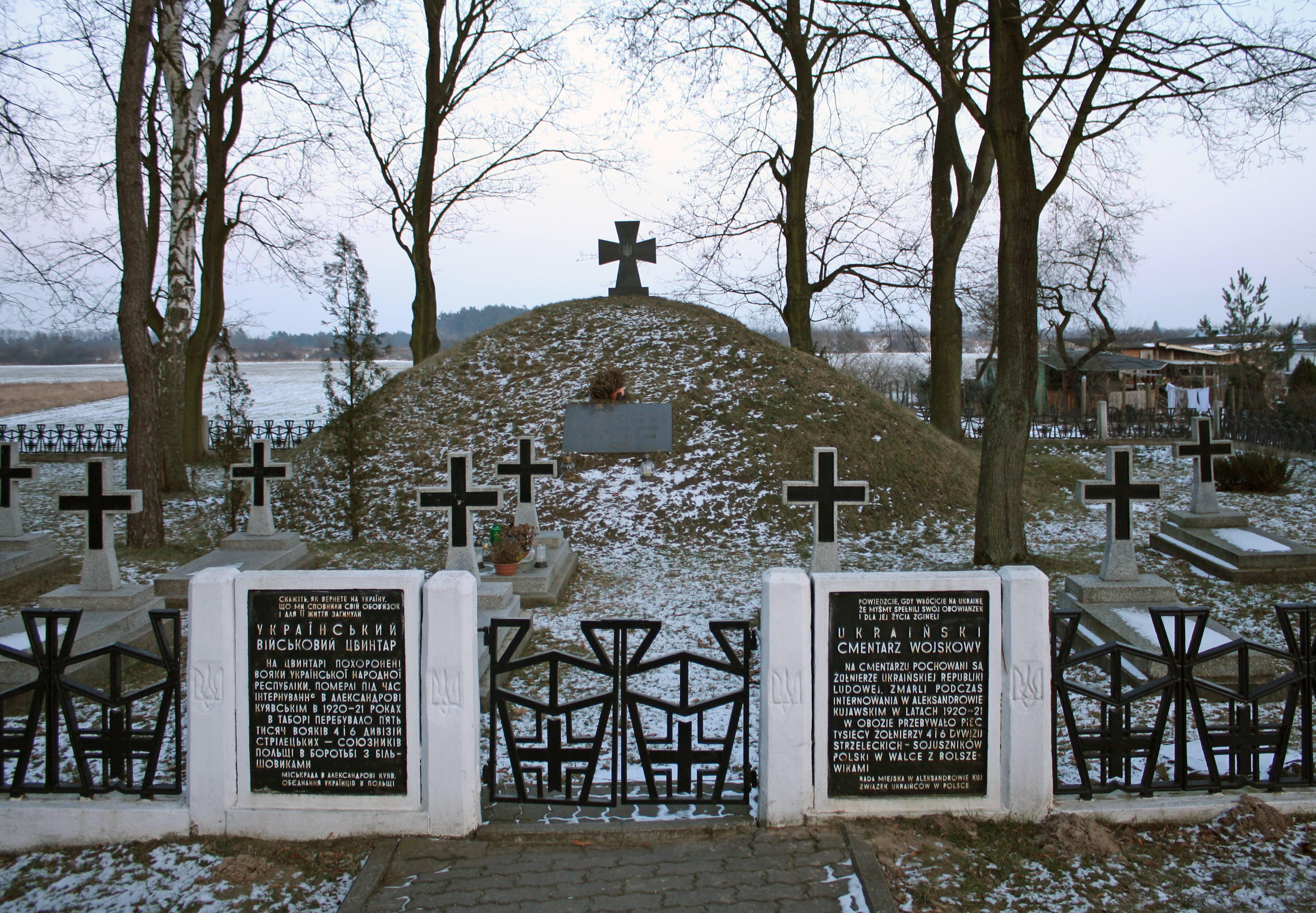
Widok ogólny cmentarza ukraińskiego w Aleksandrowie Kujawskim

Obóz Internowania nr 6 w Aleksandrowie Kujawskim – polski obóz internowania przeznaczony dla żołnierzy armii Ukraińskiej Republiki Ludowej, powstały w konsekwencji postanowień polsko-radzieckiej umowy rozejmowej z 12 października 1920, przegranej militarnej wojsk Armii URL z Armią Czerwoną, która nastąpiła w listopadzie 1920 r. i internowania żołnierzy Armii URL na terenie Polski. Działał oficjalnie do 9 października 1921.
Obóz, przewidywany początkowo dla trzech tysięcy żołnierzy, na przestrzeni niecałego roku istnienia mieścił w szczytowym momencie 3565 osób, przez większość czasu funkcjonowania ponad 3000 internowanych. Rozlokowany został w barakach wzniesionych przez wojsko niemieckie w 1914 lub 1915. Internowani w większości byli oficerami i żołnierzami 6 Siczowej Dywizji Strzelców (największa grupa), 4 Dywizji Kijowskiej oraz 3 Żelaznej Dywizji Armii URL. Komendantem obozu powołanym przez polskie władze wojskowe był mjr Alfred Jogiel, zaś wewnętrznym komendantem ukraińskim – gen. Marko Bezruczko, uprzednio dowódca 6 Dywizji.
Istotną częścią życia obozowego była, prowadzona za zgodą polskich władz, działalność kulturalna i religijna internowanych – istniało prawosławne Bractwo Opieki Matki Bożej, wydawanych było kilkanaście pism o różnej częstotliwości ukazywania się, działały teatr, orkiestra i organizacje sportowe.

## Okoliczności powstania obozu
Po zawarciu przez Polskę z radziecką Rosją umowy rozejmowej z 12 października 1920, walcząca w sojuszu z Polską armia Ukraińskiej Republiki Ludowej po przeprowadzeniu samodzielnych działań w listopadzie 1920 r. została pobita w polu przez Armię Czerwoną i zmuszona do wycofania się na teren Polski, gdzie została internowana. W związku z tym władze polskie utworzyły sieć specjalnych obozów internowania, której częścią był obóz utworzony około półtora kilometra od centrum Aleksandrowa Kujawskiego. Jako zabudowania obozowe wykorzystano baraki wzniesione przez wojsko niemieckie w czasie jego stacjonowania na Kujawach w 1914-1915. Baraki te były przeznaczone dla tymczasowego pobytu dwóch tysięcy osób jednorazowo, posiadały polowy szpital z 25 łóżkami, kuchnię, ambulatorium oraz pomieszczenie przeznaczone do odbywania kwarantanny przez chorych na choroby zakaźne z miejscem na 500 mieszkańców. Po wycofaniu się Niemców z Kujaw, od listopada 1918 opisany kompleks obiektów był wykorzystywany jako punkt etapowy Państwowego Urzędu ds. Powrotu Jeńców, Uchodźców i Robotników, w których czasowo zamieszkiwali robotnicy i jeńcy rosyjscy powracający z Niemiec do ojczyzny, a po jego zamknięciu w 1919 – jako Stacja Rozdzielcza Frontu Pomorskiego. Pełniła ona funkcje tymczasowego zgrupowania jeńców wojennych i internowanych wziętych do niewoli przez jednostki Frontu Pomorskiego; działała od stycznia do lutego 1920. 14 marca 1920 władze wojskowe urządziły w barakach Obóz Jeńców nr 6 przeznaczony dla internowanych żołnierzy rosyjskiej białej 7 Dywizji Piechoty, która znalazła się na terytorium Polski po tzw. Marszu Bredowskim. Żołnierze ci znajdowali się w Aleksandrowie Kujawskim do lipca 1920.

### Organizacja obozu
Za datę rozpoczęcia funkcjonowania Obozu Internowanych nr 6 przyjmuje się 8 grudnia 1920, gdy mianowany został dowódca obozu – mjr Alfred Jogiel. Jednak pierwsze transporty internowanych dotarły do Aleksandrowa Kujawskiego kilka dni wcześniej, 5 grudnia 1920. W założeniach polskich władz wojskowych obóz przeznaczony był dla 3 tys. osób. Taka liczba internowanych znalazła się w nim już po tygodniu od oficjalnego otwarcia. Według danych z 15 grudnia 1920 przebywało w nim 900 oficerów, 2504 szeregowców, 95 kobiet oraz 29 dzieci.
Oprócz polskiego dowódcy obozy internowania dla Ukraińców posiadały dowódców ukraińskich, mianowanych przez emigracyjne władze wojskowe URL. Posiadali oni w stosunku do internowanych kompetencje dyscyplinarne. Żyjący w obozie mieli prawo do prowadzenia na jego terenie działalności kulturalnej, sportowej, religijnej, wydawniczej oraz rzemieślniczej. Za utrzymanie dyscypliny odpowiadał wewnętrzny oddział porządkowy.

## Warunki życia w obozie

### Liczba i pochodzenie internowanych

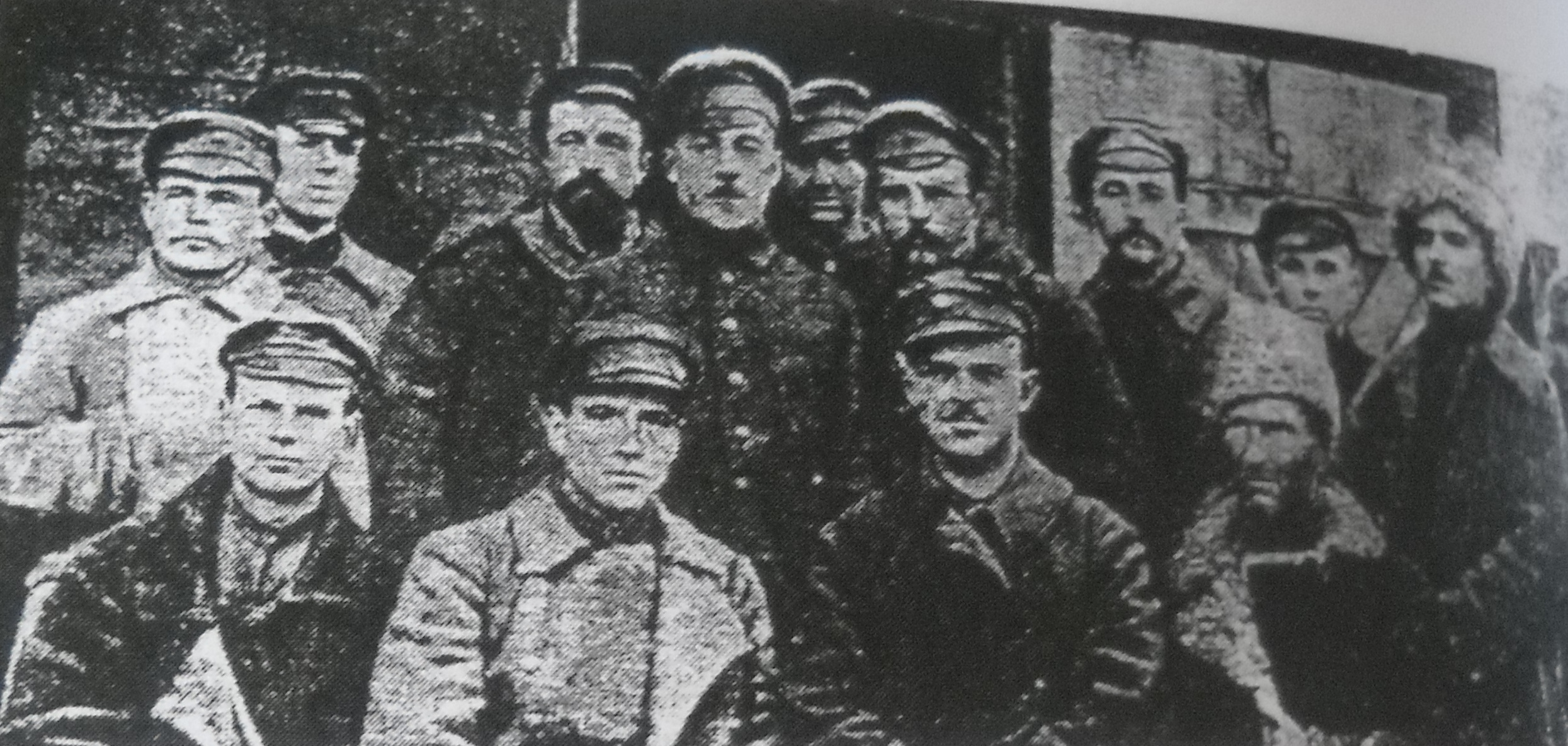
Grupa internowanych tworzących w obozie spółdzielnię-herbaciarnię

W Obozie Internowanych nr 6 w Aleksandrowie Kujawskim zgrupowani zostali żołnierze 6 Siczowej Dywizji Strzelców (największa grupa), 4 Kijowskiej Dywizji Strzelców oraz 3 Żelaznej Dywizji Strzelców. Liczba internowanych ulegała wahaniom. W okresie między grudniem 1920 a marcem 1921 utrzymywała się na poziomie 3200-3500 (największa jednorazowa liczba internowanych – 3565 osób 21 grudnia 1920), by następnie ulegać systematycznemu spadkowi. 12 października 1921 odnotowano 1861 osadzonych w obozie. Niezmiennie największą grupę stanowili szeregowcy, których liczba do maja 1921 przekraczała 2000 osób, zaś w momencie zamknięcia obozu spadła do 1296. Liczba oficerów do marca tego samego roku przekraczała 800 osób, by ostatecznie spaść do 475. Stale w obozie przebywało kilkanaścioro dzieci oraz grupa kilkudziesięciu kobiet, która w szczytowym momencie liczyła 112 (marzec 1921). Zmniejszanie się liczby internowanych miało związek z polityką władz polskich, które dążyły do zamknięcia obozów. Kolejne grupy żołnierzy były zatem kierowane do pracy poza obozem (pierwsza grupa w sierpniu 1921).
Na spadek liczby mieszkańców obozu wpływ miały również ucieczki internowanych. Zjawisko to szczególnie zintensyfikowało się wiosną i latem 1921, gdy większość z nich straciła nadzieję na wybuch nowej wojny polsko-bolszewickiej i tym samym na kolejną szansę włączenia się w walkę o niepodległość Ukrainy. Władze polskie nie podejmowały szerszych działań na rzecz zapobiegania ucieczkom – ci zbiegowie, którzy zdołali znaleźć pracę, otrzymywali zwykle prawo stałego pobytu w nowym miejscu zamieszkania.

### Warunki lokalowe

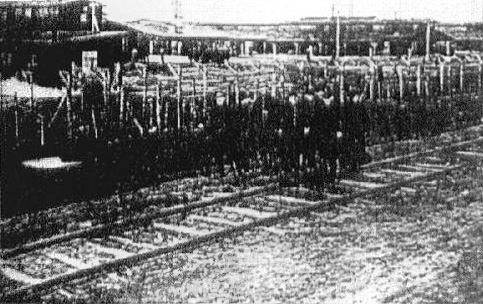
Widok baraków obozowych, na pierwszym planie grupa internowanych. 1921.

Opis obozu aleksandrowskiego sporządzony przez polskie władze wojskowe pochodzi jeszcze z okresu, gdy w kompleksie jego budynków przebywali internowani Rosjanie. Składał się on z trzech baraków przeznaczonych dla 800 osób każdy oraz z pięciu mniejszych, każdy z dwoma pomieszczeniami kuchennymi. Wszystkie te obiekty wzniesione były z drewna. Komenda obozu zajmowała jeden z mniejszych baraków. W obozie działała pralnia, sanitariaty, 4 komory dezynfekcyjne oraz pomieszczenie kwarantanny. Do zabudowań doprowadzony był wodociąg i kanalizacja, w barakach zainstalowane zostało oświetlenie elektryczne. Obiekt był natomiast całkowicie nieprzystosowany do warunków zimowych i nie posiadał szpitala. W związku z tym w pierwszych dniach po przywozie internowanych do Aleksandrowa Kujawskiego w grudniu 1921 musieli oni pozostać w wagonach kolejowych, zaś osoby chore były przewożone do szpitala Obozu Internowanych nr 15 w Toruniu. Doraźnych remontów obiektów dokonywały grupy sformowane z samych żołnierzy.
Internowani zostali zakwaterowani w barakach według przynależności do poszczególnych jednostek. Kontrolę nad działaniami Ukraińców przejęła grupa najwyższych stopniem oficerów, na czele których stał gen. Marko Bezruczko. Opuszczanie terenu obozu było dozwolone jedynie w razie otrzymania przepustki od polskich władz wojskowych i zgody oficerów ukraińskich.
Internowani w polskich obozach dla żołnierzy URL otrzymywali wyżywienie według tabeli C w skali od A do E, co oznaczało dzienną rację 700 g chleba, 250 g mięsa, 700 g ziemniaków, 150 g jarzyn, przyprawy, 2 porcje kawy oraz 100 g mydła na miesiąc. Oznaczało to ich zaprowiantowanie na takich samych zasadach, jak polskich żołnierzy w służbie garnizonowej. W praktyce jednak Obóz Internowania nr 6 miał stałe problemy z dostarczeniem oczekiwanej ilości prowiantu – zwłaszcza mięso i chleb były często zastępowane przez dodatkowe porcje ziemniaków i jarzyn. Mimo trudności lokalowych i aprowizacyjnych stan zdrowotny mieszkańców obozu był dobry.

### Życie kulturalne
Natychmiast po przyjeździe do obozu internowani Ukraińcy zaczęli organizować obozowe życie kulturalne. Wspierał ich w tym polski oddział YMCA. Co najmniej od stycznia 1921 w każdym baraku były organizowane kursy czytania i pisania, na których uczyło się 947 analfabetów i półanalfabetów. W momencie likwidacji obozu wśród osadzonych nie było osób niepiśmiennych. Od końca lutego tego samego roku organizowane były wykłady na tematy historii i geografii Ukrainy, języka ukraińskiego oraz poruszające szersze kwestie polityczne i moralne. Oficerowie uczestniczyli w kursach ekonomii politycznej, geografii, historii. Działała Sekcja Dramatyczna im. Mykoły Sadowskiego, która organizowała inscenizacje w teatrze obozowym. Dwudziestu internowanych sformowało orkiestrę obozową, podobną liczebność miały chór i koło malarskie. Codziennie czynne było kino. Co najmniej od wiosny 1921 w obozie działało stowarzyszenie sportowe, które w dniu 29 maja 1921 zorganizowało turniej lekkoatletyczny i piłkarski oraz pokaz gimnastyczny. Kobiety przebywające w obozie były zrzeszone w Związku Ukrainek. Działała spółdzielnia-herbaciarnia, której członkowie propagowali koncepcję spółdzielczości poprzez wykłady oraz pismo Zirnycia.
Obóz w Aleksandrowie Kujawskim był pierwszym obozem żołnierzy URL w Polsce, w którym Ukraińcy podjęli działalność wydawniczą. 19 grudnia 1920 wyszedł pierwszy numer obozowego pisma Nowe żyttia, redagowanego w języku ukraińskim i rozsyłanego również do innych społeczności ukraińskich emigrantów w II Rzeczypospolitej.
5 kwietnia 1921 obóz odwiedził Symon Petlura, gen. Mychajło Omelianowicz-Pawlenko oraz gen. Wołodymyr Salski, wizytowały go również misje brytyjska i amerykańska.

#### Działalność wydawnicza
Prasa wydawana w Obozie Internowania nr 6 była przygotowywana przez sekcje kulturalno-oświatowe działające przy poszczególnych dywizjach, z których pochodzili żołnierze, w dalszym okresie również przez towarzystwa kulturalne powstałe już w obozie. Działalność tego typu była bardzo pozytywnie oceniana przez ukraińskich komendantów obozu. Gazety miały w pierwszej kolejności podnosić internowanych na duchu, proponując im teksty poświęcone najnowszym wydarzeniom związanym z ukraińską walką narodowowyzwoleńczą. Mogły być również wykorzystywane jako środek do nauki czytania dla analfabetów. Pisma obozowe były drukowane w większości na powielaczach, a ich nakłady nie przekraczały 50 egzemplarzy. Redagujący gazety nie otrzymywali za swoją pracę wynagrodzenia; pisma oprócz tekstów autorskich drukowały teksty z czasopism polskich lub działających na terytorium URL. Pisma podlegały cenzurze zewnętrznej oraz wewnętrznej
Najszerzej zakrojoną działalność wydawniczą podjął w obozie oddział kulturalno-oświatowy 6 Siczowej Dywizji Strzelców, który dzięki staraniom gen. Marka Bezruczki pozyskał w kwietniu 1921 maszynę drukarską. Oddział ten przetłumaczył z języka niemieckiego pracę Ericha Ludendorffa Praca kulturalno-oświatowa w armii, zaś z francuskiego broszurę Armia, jakiej nam trzeba. Opublikowany został również słownik ukraińsko-rosyjski z gramatyką porównawczą obydwu języków. Do druku przygotowane zostało także 120-stronicowe kompendium Nasza ojczyzna – Ukraina, którego druk zakończono już w obozie w Szczypiornie.
Odrębną działalność wydawniczą podjęło działające w obozie prawosławne Bractwo Opieki Matki Bożej pod kierownictwem ks. Piotra Biłona. Oprócz czasopisma o tematyce religijnej wydrukowało ono modlitewnik, zbiór psalmów i kazań, teksty Świętej Liturgii oraz pocztówki z fotografią ikonostasu z kaplicy obozowej.

##### Wykaz czasopism publikowanych w obozie

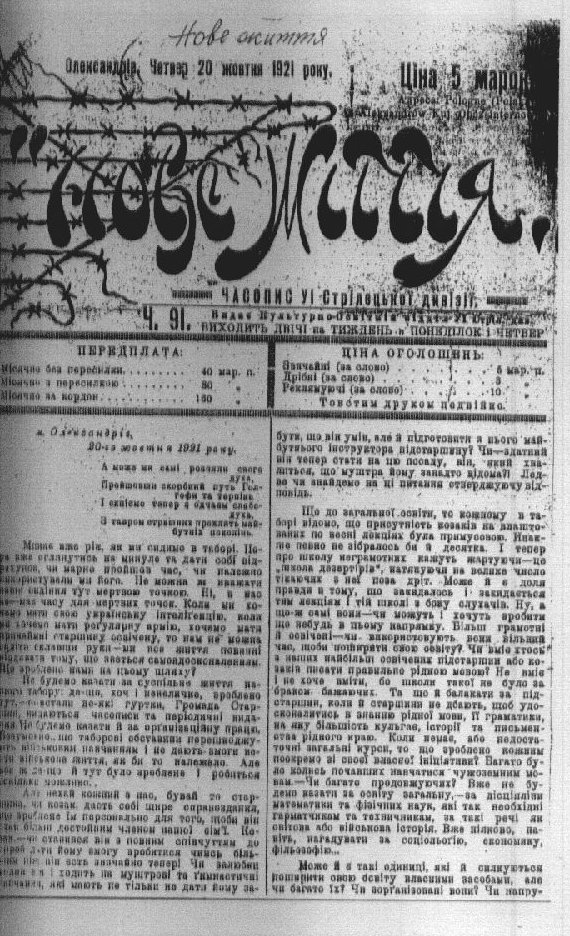
Jeden z numerów obozowego pisma Nowe żittia

- Almanach – pismo Oddziału Kulturalno-Oświatowego sztabu 4 Dywizji Kijowskiej. Opublikowany został 1 numer o 66 stronach, poświęcony przede wszystkim analizie bieżącej sytuacji Ukraińców oraz wspomnieniom z walk o niepodległość Ukrainy[27].
- Hrimasa (pol. Grymas) – pismo satyryczne redagowane przez grupę żołnierzy 4 Dywizji Kijowskiej. Opublikowano co najmniej 1 numer[28].
- Zirnycia (pol. Jutrzenka) – pismo obozowego ruchu spółdzielczego, poświęcone głównie tej tematyce. Ukazało się sześć numerów[29].
- Komar – czasopismo satyryczne. Jego wydawcy ani liczba wydanych numerów nie są znane – pismo jest jedynie wzmiankowane we wspomnieniach, nie odnaleziono żadnego numeru[30].
- Nasze żittia (Nasze życie) – pismo satyryczne, parodia innej obozowej gazety Nowe życie. Po wydaniu pierwszego numeru w lutym 1921 zostało skonfiskowane przez cenzurę wewnętrzną, dalsze numery nie wyszły[31].
- Nowe żittia (Nowe życie) – pismo wydawane przez żołnierzy 6 Dywizji Strzeleckiej. Wydanych zostało kilkaset numerów, z różną częstotliwością. Pismo poruszało tematykę kulturalną i wojskową, publikowało analizy sytuacji politycznej na Ukrainie oraz przyczyn klęski dotychczasowych dążeń narodowowyzwoleńczych. Zawarte w nim były również wiadomości z życia obozu w Aleksandrowie, gdyż redakcja stawiała sobie za cel integrację jego społeczności[32].
- Okrip (Ukrop) – pismo satyryczne oddziału kulturalno oświatowego 4 Dywizji Kijowskiej. Zawierało przede wszystkim teksty humorystyczne oraz zagadki. We wspomnieniach mowa jest o wydaniu 20 numerów, z czego odnalezione zostały trzy[33].
- Połyn (Piołun) – pismo satyryczne 6 Dywizji Strzeleckiej. W Aleksandrowie wydrukowanych zostało jego 6 numerów, w Szczypiornie dalsze dwa. Pisany był ręcznie i publikował głównie karykatury związane z życiem obozu. Żaden egzemplarz nie został do tej pory odnaleziony[34].
- Religijno-Naukowyj Wisnyk (Zwiastun Religijno-Naukowy) – pismo prawosławne redagowane przez działające w obozie Bractwo Opieki Matki Bożej, działające następnie także w Szczypiornie. Część tekstów publikowanych przez pismo nadsyłana była przez autorów z innych społeczności ukraińskich na emigracji. Oprócz tekstów typowo religijnych publikowane były artykuły opisujące historię prawosławia na Ukrainie[35].
- Ukrajinśkyj striłeć (Ukraiński strzelec) – pismo 6 Dywizji Strzeleckiej. Poświęcone tematyce wojskowej, w formacie książkowym. Opublikowanych zostało ok. 5 egzemplarzy[36].

### Życie religijne

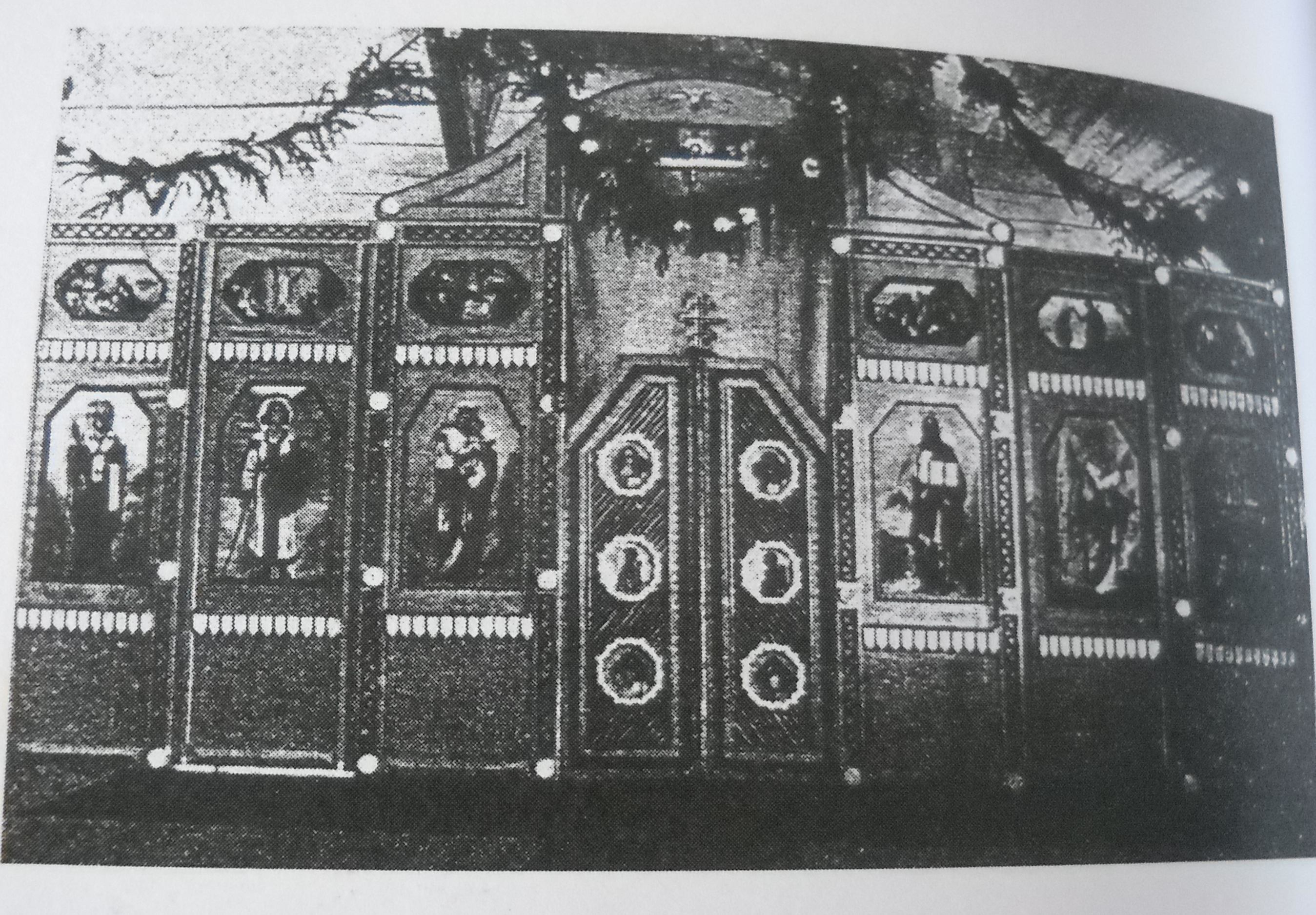
Ikonostas w obozowej kaplicy św. Mikołaja

Większość żyjących w obozie była wyznania prawosławnego. Pierwszym kapłanem pełniącym funkcje kapelana był nieznany z imienia ks. Martynycz, przybyły z  Obozu Internowania nr 3 w Łańcucie, w związku z prośbą gen. Marka Bezruczki skierowaną do metropolity warszawskiego Jerzego (Jaroszewskiego) i naczelnego kapelana żołnierzy prawosławnych w Wojsku Polskim Bazylego Martysza. Duchowny ten przed świętami Paschy w 1921 uciekł z obozu i próbował przedostać się na Ukrainę Radziecką; przy przeprawie przez Dniestr został schwytany przez bolszewików i zastrzelony. Zastąpił go ks. Petro Biłon, który przybył do obozu jako szeregowy żołnierz, a na kapłana wyświęcono go po ukończeniu kursu teologicznego. Być może duchowny ten działał w Aleksandrowie Kujawskim już w lutym 1921. Z pewnością zaś w kwietniu tego samego roku był on inicjatorem powstania Bractwa Opieki Matki Bożej, które zrzeszało ok. 100 członków i oprócz działalności wydawniczej prowadziło kursy śpiewu cerkiewnego.
W pierwszych dwóch miesiącach istnienia obozu internowani uczestniczyli w nabożeństwach w cerkwi św. Aleksandra Newskiego w Aleksandrowie Kujawskim. W czasie obchodów Bożego Narodzenia w 1921 (7 stycznia według kalendarza juliańskiego) przeszli w uroczystym pochodzie ze świątyni do oddalonego o półtora kilometra kompleksu budynków obozowych. Władze polskie uznały to wydarzenie za manifestację polityczną i zabroniły Ukraińcom udawania się na nabożeństwa do cerkwi. W związku z tym internowani urządzili w jednym z baraków kaplicę z ikonostasem zaprojektowanym przez W. Bokit'kę i wykonanym przez F. Melanuka i M. Kruszelnyckiego. Związek Ukrainek Emigrantek przekazał dla tejże świątyni haftowane chorągwie procesyjne. Wyposażenie kaplicy zostało przeniesione do obozu w Szczypiornie po likwidacji obozu aleksandrowskiego.
Na gruncie przylegającym do obozu urządzono cmentarz siedemnastu internowanych, którzy zmarli w czasie pobytu w nim. Usypany został na nim pamiątkowy kurhan z krzyżem zaporoskim oraz tablicą pamiątkową w języku ukraińskim. Personalia pochowanych nie są znane z powodu znacznej dewastacji cmentarza po II wojnie światowej.

## Zamknięcie obozu
Ze względu na wysoki koszt utrzymania obozów dla internowanych Rosjan i Ukraińców władze polskie dążyły do likwidacji obozów co najmniej od wiosny 1921. Formalne zamknięcie obozu aleksandrowskiego zostało ogłoszone 9 października 1921, po zakończeniu wymiany jeńców z Rosją Radziecką. Do wiosny 1922 rozstrzygane były dalsze losy tych internowanych, którzy pozostawali w Aleksandrowie w momencie likwidacji placówki. 500 osób znalazło się w Obozie nr 10 w Kaliszu (Szczypiorno), zaś 1300 w Obozie nr 1 Strzałkowie. Do 25 października 1921 kompleks baraków został całkowicie zwolniony. W Aleksandrowie, z prawem pobytu, pozwolono pozostać tym internowanym, którzy znaleźli stałe zatrudnienie; w ten sposób w mieście powstała kolonia ukraińska, istniejąca do II wojny światowej. Część byłych mieszkańców obozu przeniosła się do innych miast w województwie pomorskim, tworząc w kilku z nich podobne społeczności (np. w Toruniu).